# Габріел Москардо
Габріел Сілва Москардо де Салес (порт. Gabriel Silva Moscardo de Salles, нар. 28 вересня 2005, Таубате, Бразилія) — бразильський футболіст, опорний півзахисник французького «Парі Сен-Жермен».
На правах оренди грає в клубі «Реймс».

## Ігрова кар'єра

### Клубна
Габріел Москардо починав займатися футболом у своєму рідному місті Таубате. У 2017 році він приєднався до молодіжної команди клубу «Корінтіанс». 28 червня 2023 року в матчі Кубку Лібертадорес проти уругвайського «Ліверпуля» Москардо дебютував у першій команді «Корінтіанса». 2 липня у матчі проти «Ред Булл Брагантіно» півзахисник провів першу гру в чемпіонаті Бразилії.
У січні 2024 року Москардо перейшов до французького «Парі Сен-Жермен», з яким підписав контракт на чотири з половиною роки. Але до літа залишився в «Корінтіансі» на правах оренди. Сезон 2024/25 Москардо також розпочав в оренді. В клубі французької Ліги 1 «Реймс».

### Збірна
На початку 2025 року в складі молодіжної збірної Бразилії Габірел Москардо став переможцем молодіжного чемпіонату Південної Америки.

## Титули
Бразилія (U-20)
 Чемпіон Південної Америки: 2025